# Dorian Gray (historieta)
Dorian Gray es una novela gráfica del historietista español Enrique Corominas de 2011 basada en la única novela escrita por Oscar Wilde, El retrato de Dorian Gray (1890). 

## Creación y trayectoria editorial
Corominas, que había abandonado el cómic por la ilustración, recibió en 2003 la oferta del galerista parisino Daniel Maghen de volver a realizar una historieta, de tema libre y sin plazos de entrega.
Tras siete años de trabajo, Editions & Galerie Daniel Maghen publicó en francés la primera edición de Dorian Gray, con buen resultado de ventas (sobre todo de los originales).
En abril de 2012 apareció traducida al español a través de Diábolo Ediciones, conociendo una segunda edición en julio de ese mismo año.

## Estructura
Al adaptar la novela, Corominas se decidió por la estructura

de una ópera de cinco actos, más un monólogo en el que Dorian se presenta al lector.

 Su cambiente y famoso retrato, como sigue explicando el historietista, nunca aparece en ninguna viñeta, pero abre cada capítulo con la intención de marcarlo de forma definitiva.

## Estilo
Corominas se centró más en conseguir una atmósfera que un dibujo académico, aunque se documentó con libros de fotografías de la época Victoriana y abundó en los homenajes a 

obras de lord Leighton, de Whistler [...]], de Sickert, de Beardsley, y de otros pintores y poetas simbolistas o prerrafaelistas cuyo arte disfrutó y criticó Wilde.

La novela gráfica, realizada con acuarela, pasa, según su autor, del color naturalista y naif del primer capítulo al más expresionista del último, pasando por el más artificial y emocional del segundo, tercero y cuarto.